# Реакція імунофлюоресценції
Реакція імунної флюоресценції, або РІФ (англ. immunofluorescence reaction) — один із методів мікробіологічної діагностики інфекційних хвороб, а саме імунохімічний метод.
Він заснований на виявленні антигенів збудника за допомогою мічених специфічних сироваток. Використовують сироватки, мічені флюорохромами. В основі реакції лежить утворення специфічного комплексу антиген-антитіло, який виявляють за допомогою люмінісцентного мікроскопа (УФО).

## Види
Розрізняють:
- пряму (АГ-АТ-флюорохром) ПІФ
- непряму (АГ-АТ-АнтиIg-флюорохром) РНІФ

У прямій — використовується біопсійний матеріал обстежуваного хворого. У цьому випадку безпосередньо специфічне антитіло мічене флюорохромом, і реакція проходить в один етап, що значно скорочує терміни дослідження.
у непрямій — використовується сироватка хворого. У цьому випадку специфічне антитіло не має мітки. Для виявлення комплексу антиген-антитіло, що утворився на першому етапі, використовують інші мічені антитіла, специфічні до конкретних антитіл.